# Earle Herdan
Earle Herdan ist ein Filmeditor.

## Leben
Herdan trat 1967 zunächst als Schnittassistent bei dem Film Kaltblütig in Erscheinung. Zwei Jahre später folgte seine erste eigenständige Schnittarbeit bei dem Film Das Geheimnis von Santa Vittoria. Für diese Arbeit waren er und William A. Lyon 1970 für den Oscar in der Kategorie Bester Schnitt nominiert. Die American Cinema Editors nominierten sie für den Eddie Award.
Bis einschließlich 1983 folgten wenige weitere Projekte, vor allem Fernsehproduktionen. Mehrmals arbeitete er mit Editor Peter Zinner zusammen.

## Filmografie (Auswahl)
- 1967: Das Geheimnis von Santa Vittoria (The Secret of Santa Vittoria)
- 1983: Der Feuersturm (The Winds of War)